# メガミノベル大賞
メガミノベル大賞（めがみのべるたいしょう）は、学研パブリッシング主催の公募文学賞。同社のライトノベル系文庫レーベル・メガミ文庫（2004年12月創刊）がアニメ原作の小説化作品を中心とする路線から2008年7月の新装刊によりオリジナル作品を強化するに当たって創設された。

## 概要
特別審査員に毎回、著名イラストレーターを迎え出版時に特別審査員が挿画を担当する特別審査員賞及びヒロインの萌え属性を特に評価対象とする「属性賞」が用意されているのが特徴。
副賞は大賞が100万円（1点）・金賞が50万円（1点）・銀賞が30万円（数点）。この他、特別審査員賞（1点。大賞・金賞・銀賞との重複受賞の場合アリ）と属性賞（数点）が各10万円。受賞作品の出版が確約されているのは大賞と特別審査員賞のみとなっている。

### 特別審査員
- 第1回（2008年） - 駒都えーじ
- 第2回（2009年） - べっかんこう

## 入賞作品一覧
斜字は未刊行。後にシリーズ化された作品については、受賞作（第1巻）の刊行時サブタイトルは割愛している場合がある。また、最終選考者中でデビューした作家については本表より割愛している。
| 回数             | 賞             | 賞                                     | タイトル （刊行時表題）                              | 著者 （刊行時筆名） |
| ---------------- | -------------- | -------------------------------------- | ---------------------------------------------------- | ------------------- |
| 第1回 （2008年） | 金賞           | 駒都えーじ賞                           | ミスリード・プリンセス （みすぷり!）                 | SOW                 |
| 第1回 （2008年） | 金賞           | 金賞                                   | パラダイスロスト -結界の美少女- （パラダイスロスト） | 三井雷太            |
| 第1回 （2008年） | 銀賞           | 銀賞                                   | 集団美少女戦士キューティ・パンツァー                 | 三門鉄狼            |
| 第1回 （2008年） | 銀賞           | 銀賞                                   | 魔王様げ〜む!                                        | 渡島健康            |
| 第1回 （2008年） | 属性賞         | 「菌」賞                               | ゴほうし!                                            | あだ村むだら        |
| 第1回 （2008年） | 属性賞         | 「ケモノ娘」賞                         | ウサギなカノジョ                                     | オニギリジョー      |
| 第1回 （2008年） | 編集部特別賞   | 編集部特別賞                           | 成金                                                 | 三三珂              |
| 第2回 （2009年） |                |                                        |                                                      |                     |
| 金賞             | 金賞           | 雑魚神様                               | 加治川由仁子 (鳥村居子)                              |                     |
| 金賞             | 金賞           | 倒錯クロスファイト                     | やすだ柿 （内田俊）                                  |                     |
| 銀賞             | べっかんこう賞 | ももとせ花火                           | 光刻景 （久光景）                                    |                     |
| 属性賞           | 「天使」賞     | 天使ラノベエルは働いたら負けと思ってる | 伊藤ジロー 土田太郎                                  |                     |
| 属性賞           | 「地元娘」賞   | 幕張イベント娘                         | 岡村直広                                             |                     |